# Excalibur
Pour les articles homonymes, voir Excalibur (homonymie).
Excalibur est l'épée magique légendaire du roi Arthur, le roi des Bretons dans les textes de la légende arthurienne de la matière de Bretagne rédigés à l'époque du Moyen Âge.
Certains considèrent qu'Excalibur et l'Épée du Rocher (preuve du lignage d'Arthur) ne sont qu'une seule et même arme mais, dans la plupart des versions de la légende, ce sont bien deux épées distinctes.
Excalibur a la réputation d'être incassable et de trancher toute matière. Son fourreau protège son porteur de toute blessure. Le roi Arthur, détenant les deux artéfacts, était donc invincible sur les champs de bataille.

## Étymologie et historique
La première mention de l'épée d'Arthur sous le nom d'« Excalibur » est due à Chrétien de Troyes.
L'étymologie de ce nom ancien, connu sous plusieurs variantes (Excalibor, Escalibor, Excaliber, Calibourne) n'est pas déterminée avec certitude, d'autant que « Excalibur » n'est pas le seul nom connu pour cette épée : par exemple, dans le conte Le Chevalier au papegau, elle s'appelle Chastiefol. Le mot « Excalibur » semble une altération savante d’éléments linguistiques issus du brittonique.

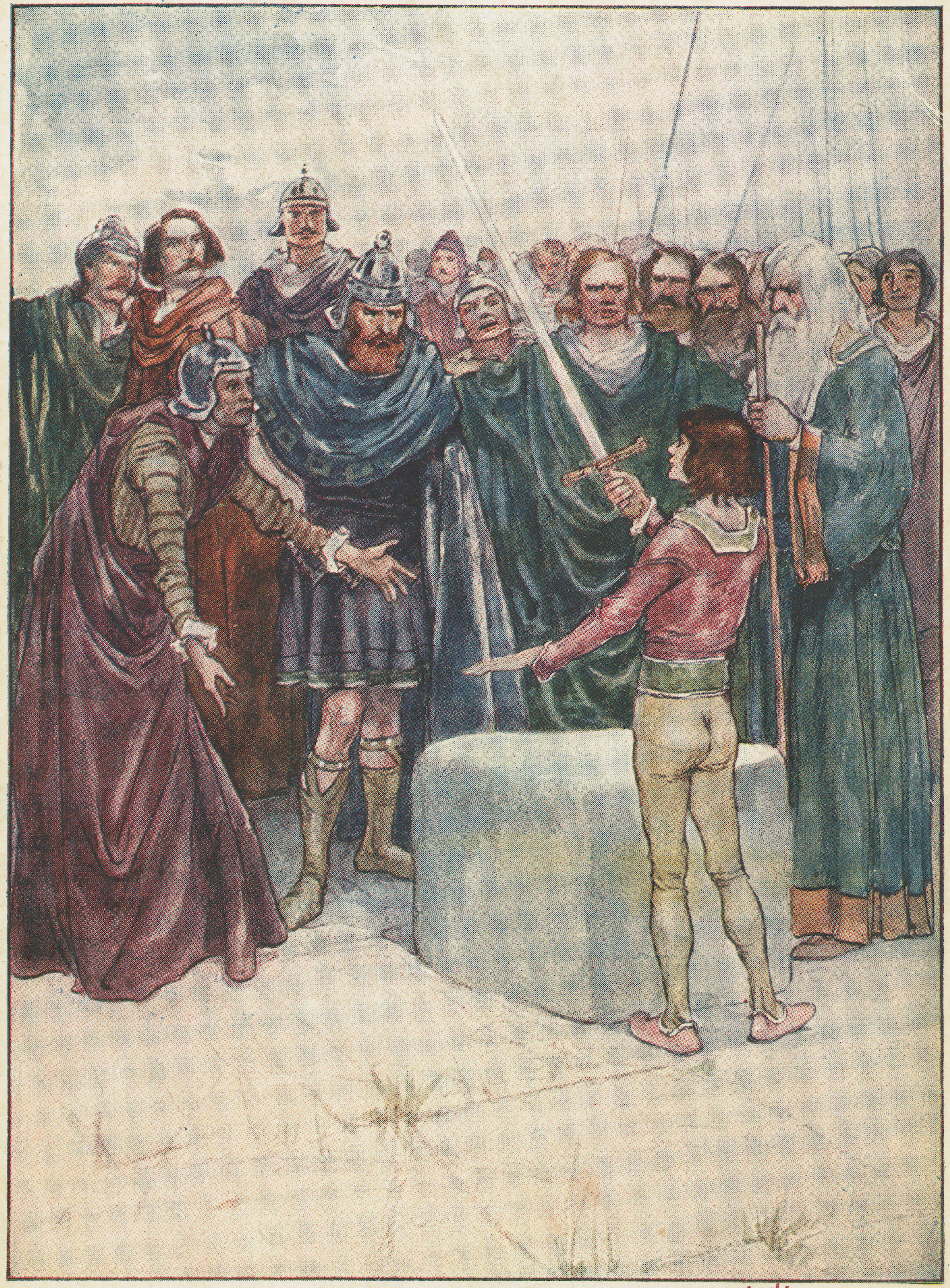
Arthur retirant l'épée Excalibur du rocher. Illustration de A. S. Forrest (1906).

L'épée d'Arthur s'appelle Caledfwlch en gallois (prononcé kalètvoulr), à rapprocher du breton Kaledvoulc'h ou Kaled foulch (« Dure Entaille »). Ces mots sont composés de caled, kalet qui signifie « dur » et de bwlch, boulc'h, qui signifie « entaille ». Ce terme se rapproche phonétiquement de l'irlandais Caladbolg / Galatbrog (« dure-foudre »), qui selon la légende fut le nom de l'épée de Nuada, roi des dieux de l'Irlande, les Tuatha Dé Danann. Pour Bromwich et Evans, spécialistes de la littérature médiévale galloise, ces deux variantes du nom ont une origine commune. L'un des plus anciens documents donnant Caledvwlch comme nom à l'épée d'Arthur est le texte gallois du XIe siècle Culhwch ac Olwen (Culhwch et Olwen), qui la présente comme une des plus précieuses possessions du roi breton.
Au XIIe siècle, Geoffroy de Monmouth est le premier auteur à nommer cette épée dans une autre langue que le gallois. Dans son Historia regum Britanniae, il latinise le nom en Caliburnus, altération du celtique peut-être d'après le mot chalybs, terme latin signifiant « acier » et issu du grec,,. Le mot est repris par les poètes français peu après, et la forme évolue en Escalibor puis Excalibur. L'altération de l'initiale en Ex- est faite d'après le latin Ex cal[ce] liber[atus] (« libéré du caillou »).
Cette invention est destinée à donner à la dynastie des Plantagenêts, rois d'Angleterre d’origine continentale, une légitimité prestigieuse en Grande-Bretagne, opposant à Charlemagne, l’ancêtre des rois de France, un mythique roi Arthur : le roi Henri II fait chercher le tombeau d'Arthur à Glastonbury et des moines assurent l'avoir trouvé. Ils prétendent aussi avoir trouvé Excalibur, l'épée du roi Arthur.
Selon Roger de Hoveden, le roi d'Angleterre Henri Beauclerc l'aurait donnée au comte d'Anjou Geoffroy Plantagenêt en l'adoubant en 1127. Elle serait passée aux descendants de celui-ci, Henri II Plantagenêt, puis Richard Cœur de Lion. Sur la route de la croisade, Richard séjourna en Sicile pendant l'hiver 1190 / 1191 et y conclut une alliance avec le roi Tancrède, scellée par les fiançailles à venir de celui qu'il désigna pour son héritier, le jeune duc Arthur de Bretagne, avec l'une des filles de Tancrède. Et Richard lui céda aussi l'épée Calibourne pour l'octroi d'une vingtaine de navires qui lui étaient nécessaires pour la croisade. À la mort de Tancrède, l'empereur Henri VI s'en empara.

## Mythe
Arthur, alors simple écuyer d’un chevalier, retire sans le savoir l'épée (qui n’est pas Excalibur) du rocher dans lequel elle est enfichée. Après avoir prouvé que son maître n’était pas à l’origine de cet enlèvement dont il se vantait en replantant l’épée et en recommençant devant tous les prétendants au trône, il devient roi de Bretagne.
L’épée du rocher fut donc la première arme d’Arthur mais elle fut brisée lors d’un combat. C’est pourquoi la Dame du Lac – une fée dont Merlin était profondément amoureux – demanda aux elfes de fabriquer une nouvelle épée pour Arthur. Excalibur fut forgée dans un métal enchanté si dur que rien ne pouvait le rompre. Elle avait le pouvoir d’assurer la victoire à son porteur même si celui-ci semblait moins fort que ses adversaires et son fourreau avait celui de protéger son détenteur. Détenant les deux, Arthur était invincible.

### L'épée dans le rocher

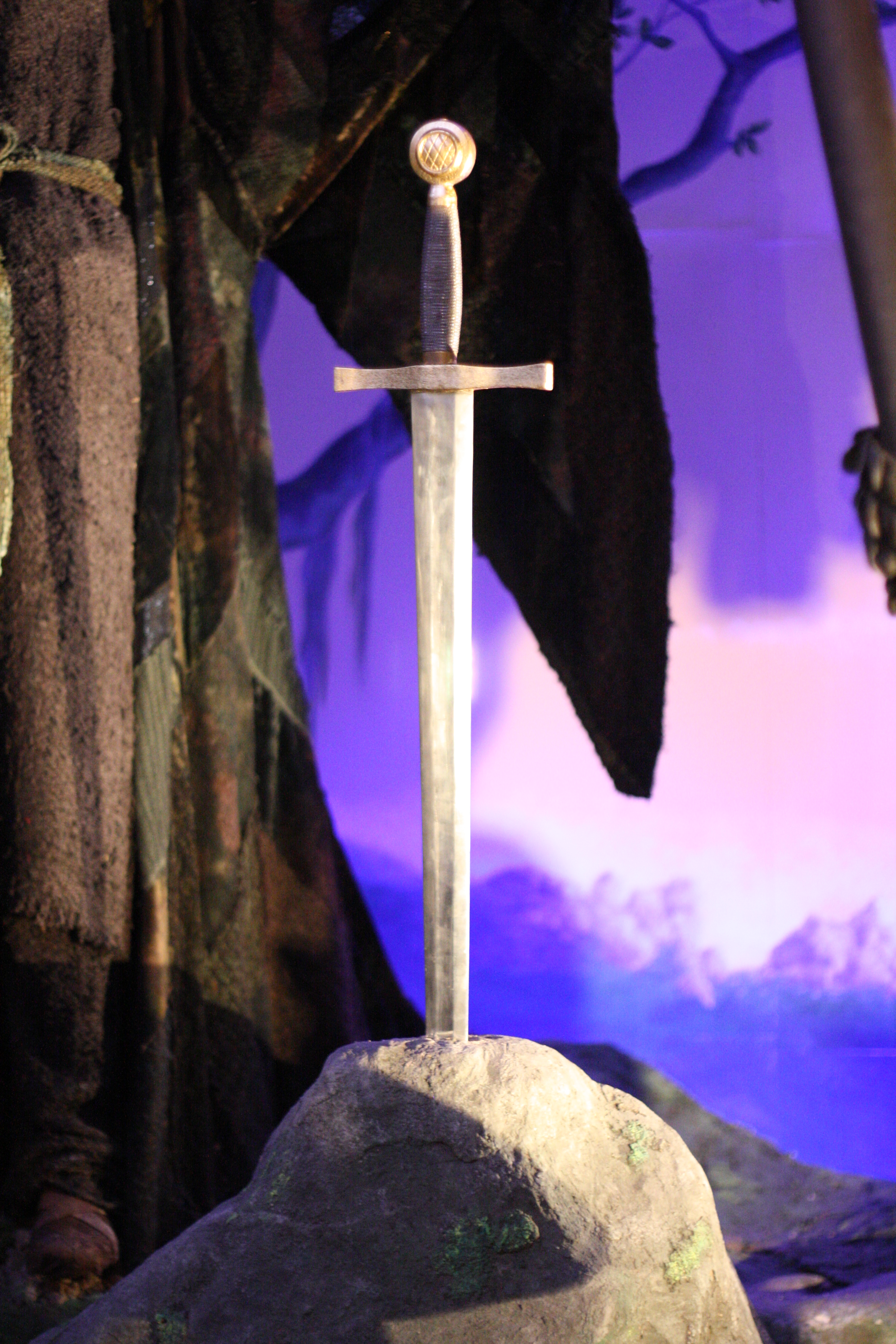
Représentation d'Excalibur fichée dans son rocher. Musée du cinéma de Londres.

C'est Robert de Boron qui raconte le premier cet épisode, à la fin du XIIe siècle dans Merlin. Le trône du royaume de Bretagne était vacant et convoité par de nombreux nobles qui se battaient fréquemment pour se l'approprier. Devant cette discorde, le magicien Merlin convoque les barons du royaume à Logres pour la veille de Noël. Dans la nuit, apparaît mystérieusement un bloc de pierre carré supportant une enclume dans laquelle est plantée une épée. Sur la lame est écrit que celui qui parviendrait à l'en retirer deviendrait le roi de toute la Bretagne. Personne n'y parvint, sauf le jeune Arthur.
C'est la version, reprise notamment dans le livre L'Épée dans la pierre de l'écrivain britannique Terence Hanbury White, qui inspira le célèbre dessin animé de Walt Disney, Merlin l'Enchanteur en 1963.

### La légende de la Dame du Lac

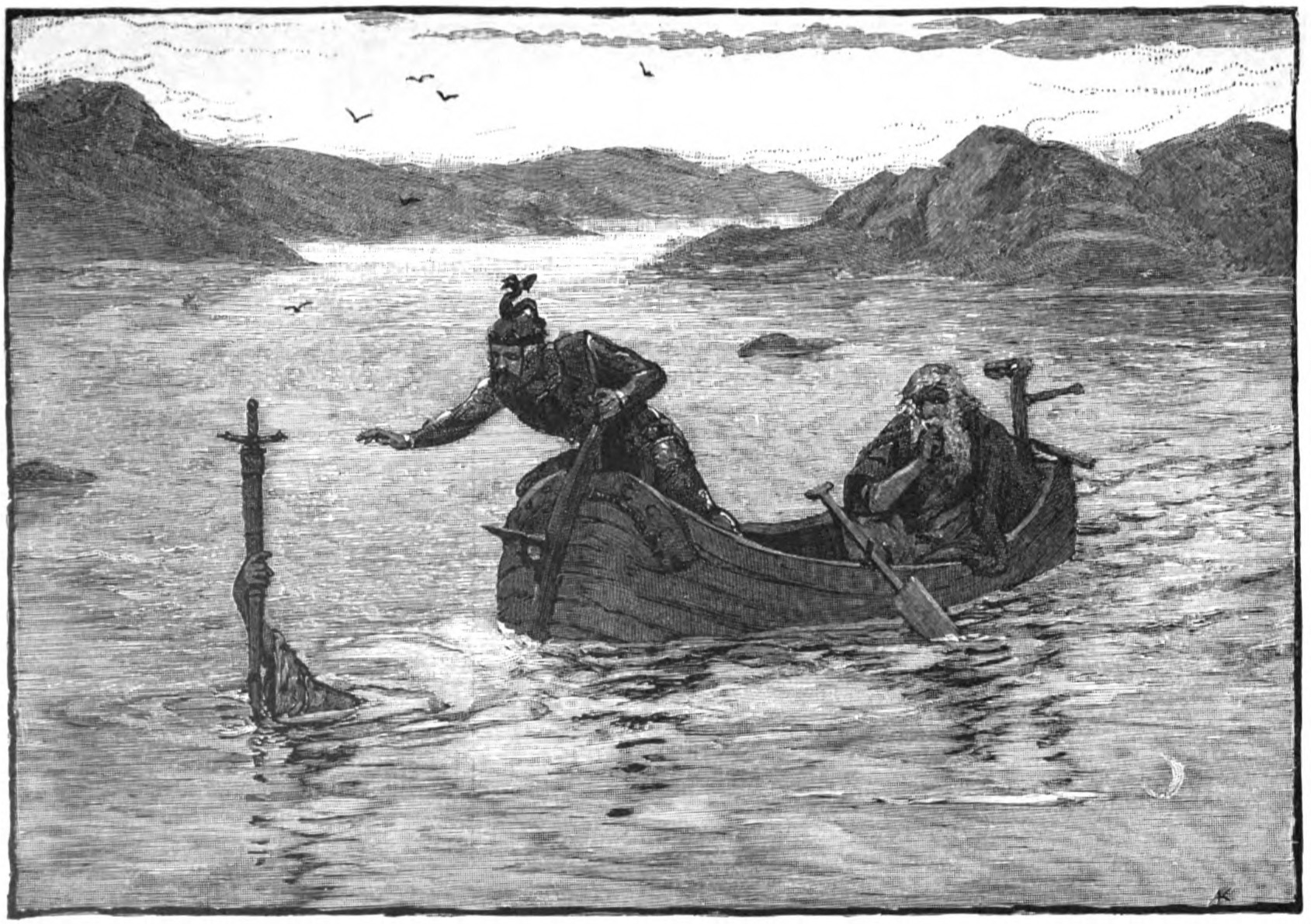
La Dame du Lac offrant Excalibur à Arthur. Gravure d'Alfred Kappes (1880).

L'autre variante met en scène la Dame du Lac ou fée Viviane : selon Sir Thomas Malory, un chevalier anglais du XVe siècle qui condensa en un seul ouvrage une grande partie de la geste arthurienne, notamment des écrits français, elle aurait été donnée par la première Dame du Lac, qui aurait précédé Viviane, l'épée retirée de la stèle de granit ayant été auparavant brisée dans un combat contre le roi Pellinor, le père de messire Lamorak (considéré comme le troisième meilleur chevalier au monde, après Messires Lancelot du Lac et Tristan) et de Perceval le Gallois.
Pour gagner l'épée, Arthur fait une promesse à la Dame du Lac mais ne tient pas parole, celle-ci ayant été décapitée sous ses yeux dans son château. Merlin aurait demandé à Arthur : « Qui des deux est le plus précieux ? L'épée ou le fourreau ? » Arthur répondit : « L'épée, assurément ». Mais, Merlin lui dit : « — Faux, c'est le fourreau car, tant que tu le posséderas, tes ennemis ne pourront te tuer ».

### Disparition de l'épée
Digne fils d'Uther Pendragon, avec Excalibur au côté, le roi Arthur a réuni et pacifié les deux Bretagnes. À sa mort, l'épée est jetée dans un lac magique par Bedivere. Dans La mort du roi Arthur, une main (de la Dame du Lac ?) sort alors du lac et s'empare de l'épée.
Cet épisode a été rapproché de la légende de Batradz, héros de la mythologie ossète. En effet, le récit des derniers instants d'Arthur dans la Mort le roi Artu (« Artu », sans « r » à la fin, début du XIIIe siècle ) « suit de manière saisissante la trame narrative de la mort » de Batradz : « Dans les deux cas, le héros mourant demande que son épée soit jetée dans un lac : ses compagnons tentent d’abord de garder l’épée, mais devant l’insistance du héros, ils doivent se résoudre à s’en défaire, provoquant un phénomène extraordinaire qui trouble la surface de l’eau (surgissement d’une main dans le cas d’Arthur, tourbillon et tempête dans le cas de Batradz). »

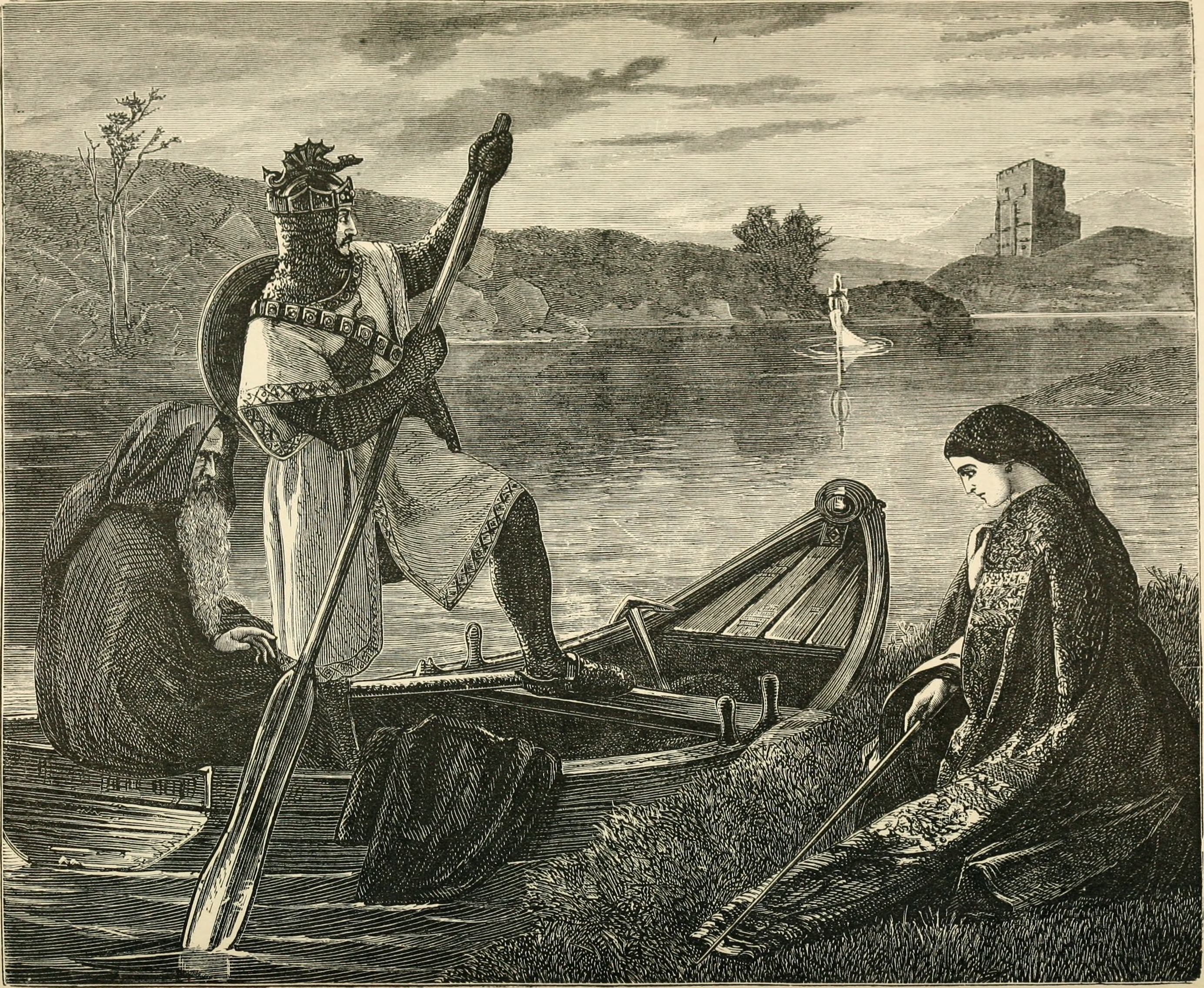
Arthur, accompagné de Merlin, allant chercher Excalibur de la main de la Dame du Lac. Illustration d'un livre de 1877.
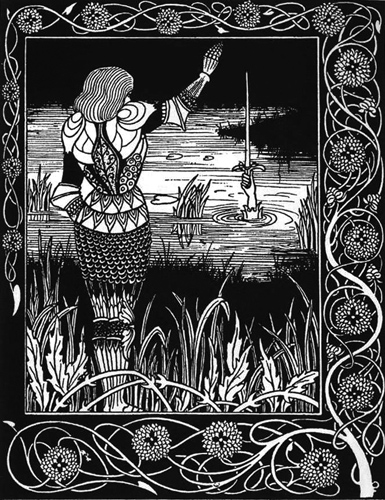
Bedivere jetant Excalibur à la Dame du Lac. Illustration d'Aubrey Beardsley, tirée de Le Morte d'Arthur de Sir Thomas Malory (1894).
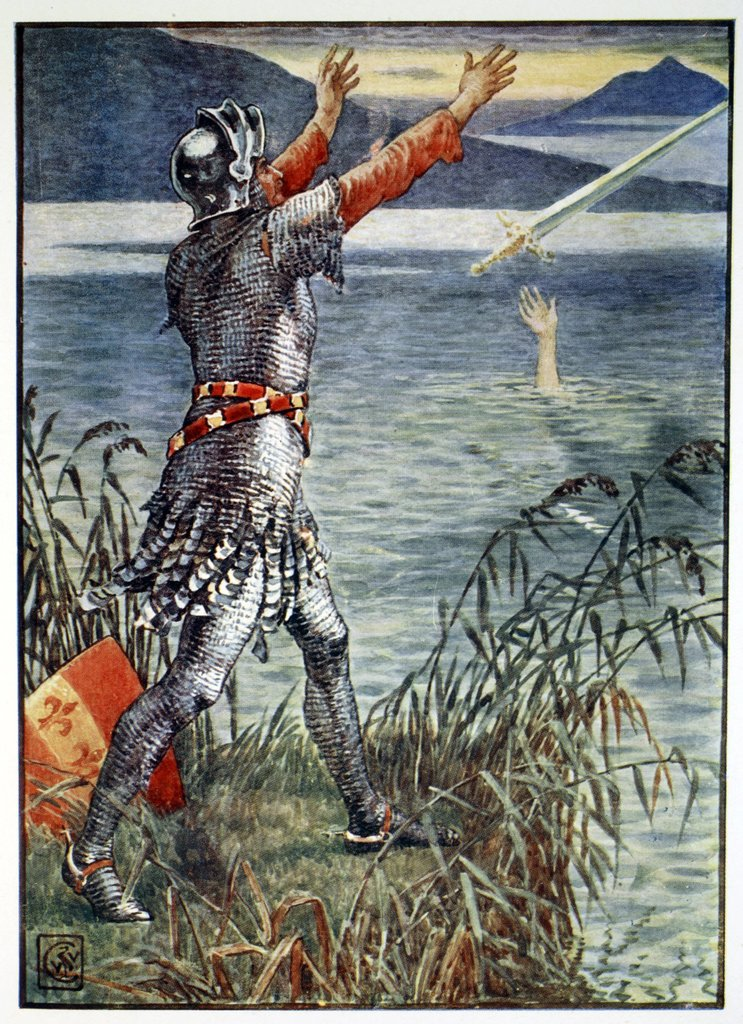
Bedivere jetant Excalibur à la Dame du Lac. Tableau de Walter Crane (1845).
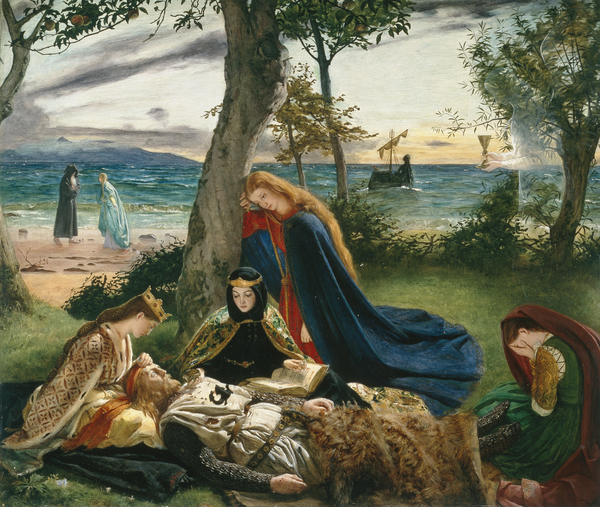
La mort du roi Arthur. Tableau de James Archer (1860).

## Excalibur dans la culture populaire
Le nom « Excalibur » a été réutilisé maintes fois dans un bon nombre de domaines, voir l'article : Excalibur  (homonymie).

### Littérature
- Dans Excalibur (en) (1938), un manuscrit non publié de L. Ron Hubbard.
- Dans la série de livres-jeux Quête du Graal (1984-1987) de J.H. Brennan, l'épée Excalibur junior (surnommée « E.J. ») est une épée magique parlante, créée par Merlin à l'image de l’épée du roi Arthur.
- Dans « Excalibur » (2001), le troisième tome de La Saga du roi Arthur de Bernard Cornwell.
- Dans Les Secrets de l'immortel Nicolas Flamel (2007–2012), une série en six tomes de Michael Scott mêlant diverses mythologies.
- Dans « Le Dragon et l’Épée » (2010), le premier tome de la série L'Apprentie de Merlin de Fabien Clavel.
- Dans Raphaël 2 et l'Épée du Prince de R.J.P. Toreille, l'épée magique du prince est inspirée d'Excalibur.

### Cinéma

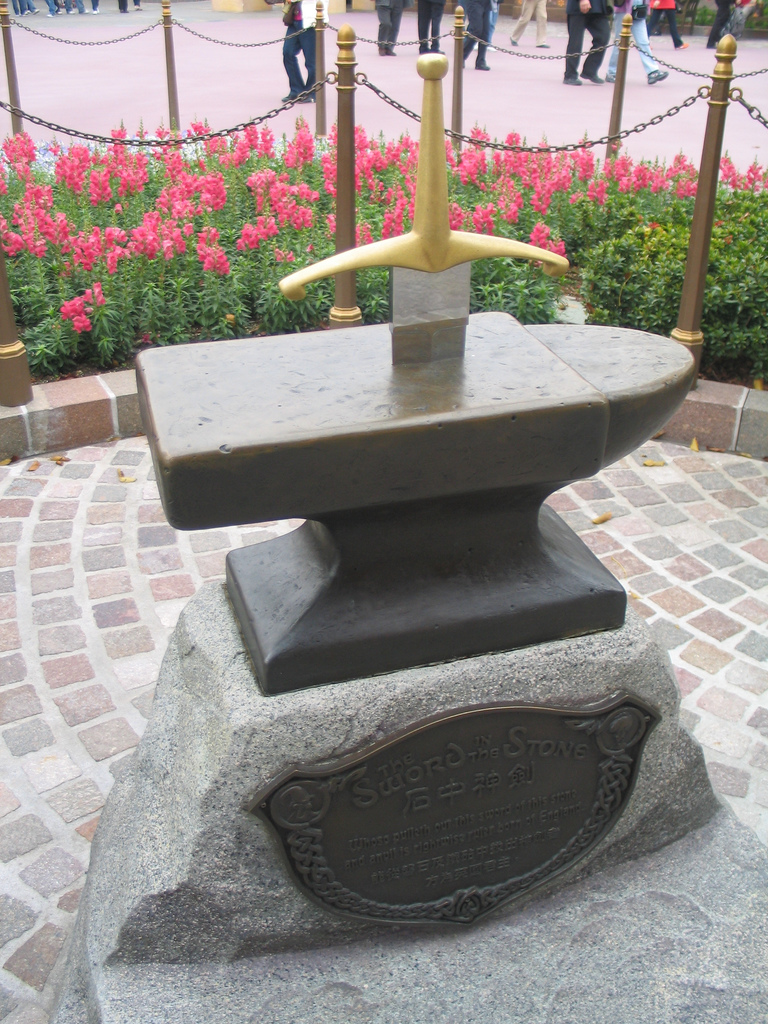
Excalibur fichée dans une enclume, comme dans le film d'animation Merlin l'Enchanteur de 1963 (parc Hong Kong Disneyland, 2006).

- Dans Excalibur (1981) de John Boorman, librement adapté de Le Morte d'Arthur de Thomas Malory.
- Dans L'Illusionniste (2006) de Neil Burger, le film comporte une scène de magie faisant référence à l'épée figée dans le rocher[10].
- Dans La Dernière Légion (2007) de Doug Lefler (en) qui s'inspire de la vie du dernier empereur romain d’Occident, Romulus Augustule et propose une hypothèse sur l'origine d’Excalibur.
- Dans Le Roi Arthur : La Légende d'Excalibur (2017) de Guy Ritchie qui raconte l'histoire d'Arthur ignorant son destin, jusqu'au jour où il s'empare d'Excalibur.

#### Films d'animation
- Dans Merlin l'Enchanteur (1963) de Wolfgang Reitherman. Le titre original est The Sword in the Stone.
- Dans Excalibur, l'épée magique (1998) de Frederik Du Chau de Warner Bros.

### Télévision
- Dans la série télévisée Charmed, celle-ci consacre une place particulière à Excalibur. Piper Halliwell est la seule à parvenir à retirer l'épée légendaire de son rocher après la mort de la Dame du Lac. Elle découvrira par la suite qu'elle n'est pas réellement l'élue de l'épée mais seulement sa gardienne. Son fils Wyatt, à qui les prophéties accordaient d'immenses pouvoirs et un destin formidable, est en réalité l'être digne d'Excalibur. Alors qu'il n'est encore qu'un enfant, l'épée est entreposée dans le grenier du manoir, pourtant il s'en servira quelquefois à l'aide de son don de télékinésie, et les visions du futurs montrent aux sœurs qu'il sera plus tard très attaché à cette arme ;
- Dans le jeu télévisé Fort Boyard, une épreuve dénommée « Excalibur » est présente. Cette épreuve de force consiste pour le candidat, une fois entré dans la cellule, à retirer une épée profondément enfoncée dans une souche de bois. Après avoir extrait cette épée de 25 kg, il doit s'en servir pour couper un cordage afin de libérer un anneau auquel est attaché une clé, celle-ci avec six autres permet le déverrouillage de la « salle du trésor » en fin d'émission ;
- Dans la série Kaamelott, celle-ci s’inspire de la légende arthurienne, et se passe sur l'île de Bretagne à la chute de l'Empire romain, sur laquelle règne le roi Arthur, ayant Excalibur, en son château de Kaamelott, entouré de ses Chevaliers de la Table ronde. Dans cette série, Excalibur est capable de revenir d'elle-même à son propriétaire légitime. De plus, l'épée flamboie lorsqu'elle reconnaît « l'exceptionnelle destinée de son porteur » ;
- Dans la série Merlin, une épée forgée, à l'initiative de Merlin, par le souffle d'un dragon, semble dotée d'une force unique. Aucun nom ne lui est pour le moment donné mais le titre de l'épisode est bien « Excalibur ». Une inscription est gravée sur les deux versants de la lame : « prenez-moi » / « jetez-moi ». Seul Arthur a l'autorisation de l'utiliser, mais son père Uther s'en sert. Devant les risques qu'elle présente, Merlin lance l'épée au fond d'un lac où elle semble prête à reposer pour un temps. Puis Merlin, pour redonner du courage à Arthur, va inventer la légende de l'épée dans la roche. Cela permet de faire concorder les deux légendes : celle du lac et celle du rocher ;
- Dans Les Aventures de Flynn Carson : Le Mystère de la lance sacrée.
- Dans la série Once Upon A Time, Excalibur est le Saint Graal transformé en épée magique par le sorcier Merlin.
- La série animée Xcalibur met en scène l'Épée de Justice Xcalibur, inspirée d'Excalibur, dans une version revue et corrigée du mythe arthurien.
- Dans Kamen Rider Saber, plusieurs éléments font référence à Excalibur.
  - Le King of Arthur Wonder Ride Book est basé sur les contes arthuriens, et équipe King of Excalibur si utilisé.
  - Kamen Rider Calibur tire son nom de l'épée.
  - Le premier Kamen Rider Calibur scelle l'Épée Embrasée Rekka (l'Épée sacrée de Saber) dans le Seiken Swordriver de Kamen Rider Saber. Il doit alors essayer de la désceller en allant à Avalon, une dimension instable où divers Wonder Ride Books mystérieux existent.

### Bande dessinée et manga
- Le Chant d'Excalibur est le titre d'une série humoristique de Christophe Arleston et Éric Hübsch (1998).
- Saint Seiya (Les Chevaliers du Zodiaque), manga de Masami Kurumada (1986-1990) : Shura, le Chevalier d'Or du Capricorne est détenteur de l'épée Excalibur. Celle-ci n'a pas de forme matérielle, et ne se manifeste qu'au travers des coups extrêmement tranchants que porte à mains nues le chevalier. Dans Saint Seiya: The Lost Canvas, le prédécesseur de Shura, le chevalier d'Or du Capricorne El Cid, a affiné une attaque à l'épée (main nue) qu'il finit par nommer Excalibur.
- Dans Soul Eater, l'arme la plus puissante au monde se nomme Excalibur. Il s'agit en réalité d'un petit être étrange vêtu d'un costume blanc et d'un haut-de-forme blanc cassé, ayant une personnalité tellement excentrique que jamais personne n'a pu devenir son « meister » (terme allemand, qui signifie « maître », dans le manga et l'anime).
- Dans La Quête du Graal, une bande-dessinée française qui raconte la quête de Merlin rassemblant les plus grands héros de la mythologie arthurienne pour trouver le Graal et guérir le monde. L'histoire va très vite se tourner vers Arthur Pendragon qui va réussir à s'emparer d'Excalibur se retrouvant par la suite confronté à bien des dangers et ennemis inspiré des légendes celtiques.
- Dans Sword Art Online, une série télévisée japonaise qui parle d'un jeune homme, Kazuto Kirigaya, qui entre dans un jeu de rôle en ligne massivement multijoueur (MMORPG) en réalité virtuelle (VRMMORPG). Après sa rencontre avec une joueuse, Asuna Yuki, il découvre qu'il ne peut plus sortir du jeu, comme les autres joueurs. C'est dans le deuxième acte de la deuxième saison qu'on parle d’Excalibur dans une des quêtes ; il faut détacher l'épée d'un bloc de glace.
- Dans le manga High School DxD New, les « Épées Sacrées de Lumière » se nomment Excalibur.
- Dans Fate/stay night, un visual novel japonais, adapté ensuite en série animée et qui relate l'histoire d'âmes héroïques (les servants) invoquées par des mages (les masters) pour la guerre du Saint-Graal, on y retrouve le roi Arthur, sous une forme féminine dénommée Arthuria. Le scénario mélange les deux traditions légendaires, à savoir l'épée dans le rocher lorsque Arthuria retire l'épée, et la Dame du Lac lorsque Bedivere la jette dans le lac. .
- Dans Dragon Ball, sur le monde des dieux, la Z-Sword est piégée dans un rocher et personne n'a réussit à l'en extirper avant Son Gohan. Dans la VF de l'animé, il dira même qu'une légende semblable existe sur terre, faisant référence à la légende Arthurienne et Excalibur.
- Dans Blue Exorcist, le Saint-Paladin Arthur Auguste Angel possède une épée démoniaque du nom de Caliburn, possédant une conscience propre.
- Dans le webcomic Homestuck, le personnage de Dave obtient une épée légendaire du nom de « Caledfwlch », seule arme capable de blesser Lord English.
- Dans le manga Seven Deadly Sins, Le jeune roi Arthur Pendragon, nouveau roi de Camelot (le deuxième plus grand royaume de Britania derrière Liones) possède le trésor sacré Excalibur (l'auteur du manga présente son œuvre comme une adaptation à sa manière de la légende arthurienne).King (l'un des Seven Deadly Sins) possède un Trésor Sacré appelé « Lance spirituelle Chastiefol ». Même si l'arme présentée est une lance, on ne peut s'empêcher de noter que ce nom est donné à l'épée dans le conte Le Chevalier au papegau.
- Dans le manga Fire Force, l'un des personnages secondaires, Arthur possède une épée de plasma nommée Excalibur

### Musique
- Excalibur, la légende des Celtes (1998) est le nom donné à un spectacle musical d’Alan Simon, avec plus de 100 musiciens dont Tri Yann, Gabriel Yacoub, Jean Reno, Didier Lockwood, Roger Hodgson (Supertramp), Dan Ar Braz, Denez Prigent, l'orchestre symphonique de Prague, Carlos Núñez, Fairport Convention, Nikki Matheson, Bohinta, Angelo Branduardi et Bruno Le Rouzic.
- Excalibur II, l'anneau des Celtes (2007) est le nom donné au deuxième volume du spectacle musical d’Alan Simon incluant Jon Anderson du groupe Yes, John Wetton ex King Crimson et leader du groupe Asia, Justin Hayward, la voix des Moody Blues, Alan Parsons, le groupe irlandais Flook, Karan Casey, Les Holroyd la voix de Barclay James Harvest, etc.
- Excalibur III, the Origins (2012) est le dernier volet avec la participation de John Helliwell (Supertramp), Martin Barre (Jethro Tull), Fairport Convention, Johnny Logan, Moya Brennan, Jacqui McShee, John Wetton et les Tambours du Bronx. Excalibur, The Celtic Rock Opera est la version live de la trilogie musicale d'Alan Simon. Grand succès en Allemagne en janvier 2010 devant 100 000 spectateurs.
- Excalibur est le titre d'une chanson de William Sheller dans son album Ailleurs (1989).

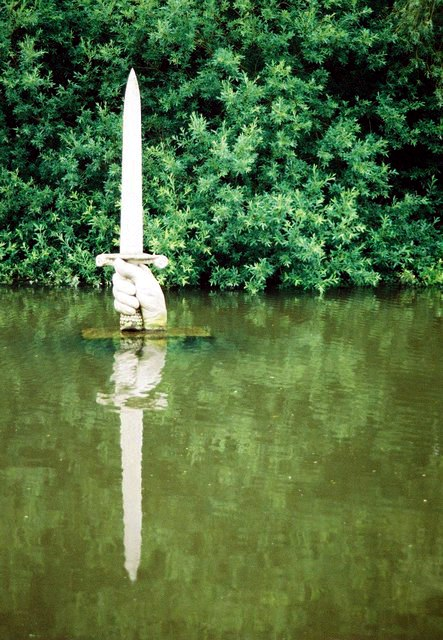
Statue représentant la Dame du Lac donnant Excalibur au roi Arthur. Lac de Kingston Maurward, Angleterre.

### Jeu vidéo
- Dans la série de jeux vidéo The Legend of Zelda, Excalibur est désignée comme l'épée pourfendeuse du mal.
  - Le héros et personnage principal, Link, doit dans la plupart des épisodes récupérer cette épée afin de sauver le royaume d'Hyrule et la princesse Zelda. Il est le seul à pouvoir sortir Excalibur de son socle. Dans l'épisode A Link to the Past, Link récupère Excalibur afin de briser le sceau qui scellait l'antre du sorcier Aghanim. Dans Ocarina of Time, Link s'empare de l'épée de légende afin d'éliminer Ganon (le méchant récurrent de la série) ; l'épée lui sert également à voyager dans le temps.
  - Dans The Wind Waker, Link réutilise une nouvelle fois Excalibur (le nom « épée de légende » est rétabli dans The wind waker HD sur WiiU) pour chasser Ganon. Dans Twilight Princess, Zelda conseille à Link de récupérer l'épée pour se défaire de la malédiction qui pèse sur lui, avant de se sacrifier pour soigner Midona.
  - Dans Breath of the Wild, Link récupère l'épée de légende dans la forêt Korogu. Elle y a été déposée par Zelda à la suite du décès de Link lors des événements antérieurs au jeu.
  - La représentation de l'épée diffère selon les épisodes, et le nom Excalibur est utilisé dans A Link to the Past, The Wind Waker et  Twilight Princess ; depuis Nintendo a établi la traduction définitive « l'épée de légende », corrigeant notamment les épisodes HD sortis sur WiiU.

- Dans Tomb Raider: Legend, Lara Croft récupère des reliques qui s'avèrent être des morceaux d'Excalibur ; à la fin du jeu, l'épée sera reconstituée entièrement grâce à une clé.
- Dans Final fantasy VIII, Excalibur est le nom d'une des quatre épées de la G-force Gilgamesh.
- Dans Final fantasy IX, Excalibur peut être obtenue après une quête pour Steiner, et une Excalibur 2 également en réalisant le jeu rapidement.
- Dans Final Fantasy XI, Excalibur, l'épée « Relic Weapons », est obtenue par la collecte de monnaies anciennes et d'objets rares en dynamis.
- Dans Fire Emblem, Excalibur est un sort magique de vent légendaire.
- Dans Tales Of Symphonia, Excalibur est une épée récupérable à Meltokio.
- Dans Sonic et le Chevalier Noir, Excalibur est la fusion des Quatre Épées Sacrées, permettant à Sonic de se transformer en Excalibur Sonic.
- Dans Magicka, Excalibur est une épée fournie avec son rocher.
- Dans Might and Magic VI : Le Mandat céleste, Excalibur peut être arrachée d'un rocher par les aventuriers dans la région des Eaux des Anguilles (Eel Infested Waters).
- Dans Excalibur 2555 A.D., Excalibur apparaît aussi et est volée par des robots venus du futur.
- Elle apparaît dans Castlevania: Aria of Sorrow en tant qu'arme à débloquer dans le mode Boss Rush. En revanche, l'épée est encore bloqué dans la pierre et le joueur est obligé de l'utiliser comme si c'était une masse.
- Dans la série Golden Sun, Excalibur est une épée forgeable grâce à un minerai fantastique : l'orihalcon. On l'obtient en apportant ce minerai au forgeron de Yallam, l'obtention de l'épée n'est pas garantie du premier coup et peut nécessiter plusieurs tentatives. C'est une des meilleures armes du jeu.
- Dans Mystic Quest Legend, Excalibur est la plus puissante des épées, récupérée au sein de la tour de Pazuzu.
- Dans la saga Assassin's Creed, Excalibur est un artefact de la première civilisation et sera utilisée, en plus d'Arthur, par d'autres personnages historiques tels que Attila, Gengis Khan ou Jeanne d'Arc. Plus précisément dans Assassin's Creed Valhalla, le joueur peut récupérer, une fois les Trésors de Bretagne collectés, l'épée située dans les ruines de la grotte de Myrddin dans le Hamtunscire.
- Dans Fate Stay Night, Excalibur est le nom de l'artefact et du noble phantasm (l'attaque la plus puissante) du servant Saber.
- Dans Inazuma Eleven, Excalibur est le nom de l'attaque d'Edgard Partinus, qui consiste à tirer droit au but en formant une épée ; l'attaque est plus dévastatrice quand elle est tirée de loin.
- Dans The Secret World, le sorcier Freddy Beaumont réussit à récupérer Excalibur. Elle a le pouvoir d'ouvrir le cœur noir de l'île de Kingsmouth. Elle est finalement récupérée par Cassandra King quand Beaumont est vaincu par le joueur.
- Dans Inflation RPG, Excalibur/Holy Sword est une puissante épée que le joueur peut obtenir dans une zone bonus.
- Dans Warframe, Excalibur est une warframe que le joueur peut acquérir, expert dans le maniement des épées.
- Dans la série Soul Calibur, Excalibur est l'un des noms de l'épée Soul Calibur qui d'après des légendes a été utilisé par le Roi Arthur pour repousser les saxons qui possédaient une arme maléfique, Soul Edge.
- Dans Terraria, Excalibur est une arme fabricable à partir de lingots sacrés, et peut être améliorée pour devenir le "Véritable Excalibur". Cette version est, à son tour, utilisée dans la fabrication de la puissante "Lame Terra", quand associée avec sa version maléfique, la "Vraie épée des ténèbres".

## Hommages
L'astéroïde (9499) Excalibur, découvert en 1973, est nommé en son honneur.